# Peter Frederick Strawson
Peter Frederick Strawson, född 23 november 1919 i Ealing, London, död 13 februari 2006, var en brittisk filosof, som innehade Waynfleteprofessuren i metafysik vid University of Oxford (Magdalen College). Han dubbades till riddare 1977 för sina insatser i filosofi.

## Biografi
Peter Frederick Strawson föddes i västra London, men växte upp i Finchley i norra London. Båda hans föräldrar var lärare. Efter college i Finchley, började han vid St John's College, Oxford, där han studerade filosofi, politik och ekonomi.
Strawson blev berömd för sin artikel  "On Referring" (i Mind, 1950), i vilken han kritiserade Bertrand Russells teori om bestämda beskrivningar. Han kunde i den använda John Austins talaktsteori för att rasera den grund som Russells problemformulering byggt på. Vidare är det till en stor del hans verk att metafysiken blev en godtagen riktning inom den analytiska filosofin, främst genom hans verk om medvetandefilosofi, frågan om att definiera begreppet ’individ’ och teorin om personmonism; den senare innebar en kritik mot Descartes definition av medvetandet. 
I metodologiskt hänseende förespråkade Strawson konnektiv analys; en konnektiv analys bygger på föreställningen att begreppen formar nätverk i vilka de enskilda begreppen är noder. Vid analysen identifieras de begrepp i nätverket som ligger närmast det studerade begreppet. Denna metod har den fördelen att cirkelanalyser godkänns, så länge som de är tillfyllest givande och informativa.
År 1960 blev Strawson medlem av British Academy. Han var ordförande för Aristotelian Society. Hans son Galen Strawson är också filosof.

### Fotnoter
1. 1 2  Encyclopædia Britannica, Encyclopædia Britannica Online-ID: biography/Peter-Strawsontopic/Britannica-Online, läst: 9 oktober 2017.[källa från Wikidata]
2. 1 2  SNAC, SNAC Ark-ID: w62085jq, läs online, läst: 9 oktober 2017.[källa från Wikidata]
3. ↑  Brockhaus Enzyklopädie, Brockhaus Enzyklopädie-ID: strawson-peter-frederick, läst: 9 oktober 2017.[källa från Wikidata]
4. 1 2 3  Colin Matthew (red.), Oxford Dictionary of National Biography, Oxford University Press, 2004, ODNB-ID: 97063, läst: 16 september 2021.[källa från Wikidata]
5. ↑  läs online, www.timesonline.co.uk  .[källa från Wikidata]
6. ↑  Find a Grave, Find A Grave-ID: 37747458, läs online, läst: 13 februari 2021.[källa från Wikidata]
7. ↑  Libris, Kungliga biblioteket, 28 januari 2010, Libris-URI: vs68cmkd5mdxnk4, läst: 24 augusti 2018.[källa från Wikidata]
8. 1 2 3 4  Who's who, A & C Black, Who's Who UK-ID: U36517.[källa från Wikidata]
9. 1 2 3 4  Colin Matthew (red.), Oxford Dictionary of National Biography, Oxford University Press, 2004, ODNB-ID: 97063, läst: 13 februari 2021.[källa från Wikidata]

### Allmänna källor
- Filosofilexikonet, red. P.Lübcke